# Manuel Blanco Chivite
Manuel Blanco Chivite (Sant Sebastià, 4 de febrer de 1945) és un periodista i editor espanyol, antic lluitador antifranquista.

## Biografia
Estudià periodisme a Madrid, on es casà i va tenir dues filles. Escrivia a revistes econòmiques i militava al PCE m-l des de la seva època d'estudiant. Fou detingut i torturat en desembre de 1970 quan participà en les manifestacions contra el procés de Burgos; l'agost de 1973 fou detingut novament i deixat en llibertat provisional. Llavors era cap provincial de Madrid del PCE m-l i coordinador a Madrid del FRAP.
Fou detingut el 17 de juliol de 1975 sota l'acusació d'haver participat en l'assassinat del policia armat Lucio Rodríguez Martin el 14 de juliol del mateix any a Madrid. Va passar una setmana a la Direcció General de Seguretat (DGS) interrogat pel comissari Roberto Conesa i els seus homes. Manuel Blanco manifestà haver rebut pallisses i haver signat una confessió que no sabia què deia. Fou tancat a la presó de Carabanchel i el 12 de setembre de 1975 fou jutjat a la caserna d'El Goloso en consell de guerra sumaríssim juntament amb els seus companys Xosé Humberto Baena Alonso, Vladimiro Fernández Tovar, Pablo Mayoral Rueda i Fernando Sierra Marco, acusats tots cin per la mort del policia Lucio Rodríguez. El tribunal va dictar pena de mort per Xosé Humberto Baena, Manuel Blanco Chivite i Vladimiro Fernández, pena de trenta anys de presó per Pablo Mayoral i de 25 anys de presó per Fernando Sierra.
El 27 de setembre havia de complir-se la pena. Unes hores abans de l'execució el govern va commutar la pena de mort de Blanco Chivite i Vladimiro Fernández per cadena perpètua. Tanmateix va confirmar la de Xosé Humberto Baena, qui serà executat a Hoyo de Manzanares amb els també militants del FRAP José Luis Sánchez Bravo i Ramón García Sanz. Simultàniament eren executats els membres d'ETA Angel Otaegi Etxeberria a Burgos i Jon Paredes Manot Txiki a Cerdanyola del Vallès. Tots cinc foren les últimes execucions del franquisme.
Blanco Chivite va romandre a la presó de Còrdova. Ni ell ni el seu company del FRAP no foren inclosos en l'amnistia decretada arran de l'aprovació de la Llei per a la Reforma Política de 18 de novembre de 1976. Des de la presó va escriure articles a la revista Primera Plana, tot denunciant la situació a les presons, raó per la qual fou processat per injúries a un funcionari l'agost de 1977. A començaments de setembre de 1977 fou aïllat a una cel·la de càstig per participar en un motí a la presó.
Després de les eleccions generals espanyoles de 1977 es van aprovar noves amnisties per a presos polítics. Manuel Blanco Chivite va sortir de la presó el 8 de novembre de 1977. Continuà la seva militància en el PCEm-l i en l'Associació Obrera Asambleïsta (AOA), alhora que fundà i dirigí l'Agencia de Prensa España Popular (APEP). Fou detingut novament per la policia el 25 de setembre de 1978 després d'una reunió d'artistes i intel·lectuals republicans a la Librería Internacional de Madrid acusat com a membre de la Convenció Republicana dels Pobles d'Espanya (CRPE) de ser la tapadora del FRAP
Durant els anys 1980 fou un dels caps del PCEml juntament amb Elena Odena i Raúl Marco. El 1989 va començar també la seva carrera d'escriptor.
Un cop en llibertat va continuar treballant com a periodista a Madrid. També dirigeix una petita editorial, El Garaje Arxivat 2014-08-05 a Wayback Machine., que ha llençat col·leccions de llibres com Texto Imágen (TIM). La primavera de 2010 va participar en la fundació de La Comuna, associació de represaliats i antics presos i preses dels darrers anys del franquisme amb antics militants del PCE m-l, LCR, PCE, Joventuts Comunistes i nacionalistes bascos i catalans.

## Obres[12]
- Notas de prisión (1977), Ed. Alcaná Libros, Madrid, ISBN 9788485286317
- De matar y de morir (1988) Ed. La Primitiva Casa Roja, Madrid, ISBN 9788486435684
- Operación Mendi (1991), Editorial Txalaparta, Tudela, ISBN 9788486597368
- Los comunicados del lobo (1993), Ed. Vosa. ISBN 9788486293888
- Carvalho (1997), Ed. Vosa, Madrid. ISBN 9788482189871
- Para hundir la moral a cualquiera (1999) Ed. Vosa, Madrid. ISBN 9788482189987
- Incorrecciones sexuales (2000), Ed. Vosa, Madrid. ISBN 9788482180359
- Prótesis 01. Especial James Bond (2007), Ed. Diabolo, Madrid. ISBN 9788482180625
- La llegada de Ariadna: una carrera de 39 semanas y 3 días (2010), Ed. El Garaje, Madrid. ISBN 9788493821401
- Parejas sangrientas y otras historias aún peores (2012), Ed. El Garaje, Madrid. ISBN 9788493821494
- Fuera del rebaño no hay salvación (2014), Ed. El Garaje, Madrid. ISBN 9788494028595